# 2nd Troop of Horse Guards

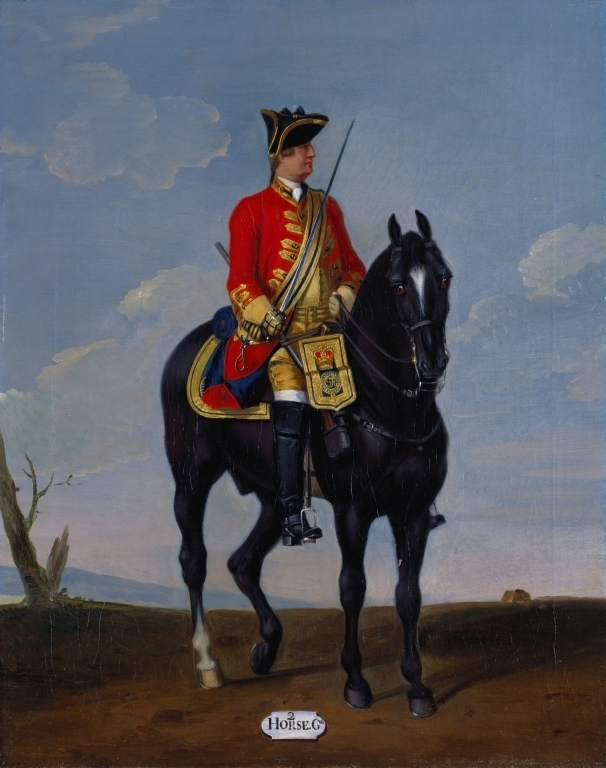
Private des 2nd Troop of Horse Guards, 1751

Der 2nd (The Queen’s) Troop of Horse Guards war eine Gardekavallerieeinheit der britischen Armee, die von 1658 bis 1788 bestand.

## Geschichte
Der Troop wurde zur Zeit des Commonwealth 1659 als Monck’s Life Guards unter George Monck aufgestellt um zugunsten des im niederländischen Exil befindlichen Stuart-Königs Karl II. auf spanischer Seite im Krieg gegen das englische Commonwealth (1655–1660) zu kämpfen.
Nachdem die Monarchie in England 1660 wiederhergestellt worden war, wurde der Troop als 3rd (The Duke of Albemarle’s) Troop of Horse Guards Teil der königlichen Leibgarde und 1661 als 3rd (The Lord General’s) Troop of Horse Guards ins neugegründete englische Heer eingegliedert (siehe Geschichte der British Army). 1670 wurde der protokollarische Rangplatz des Troops mit dem vormaligen 2nd (The Duke of York’s) Troop of Horse Guards getauscht; der Troop hieß fortan entsprechend 2nd (The Queen’s) Troop of Horse Guards.
Der Troop kämpfte im Englisch-Niederländischen Krieg (1672–1674), bei der Niederschlagung der Monmouth Rebellion (1685), im Pfälzischen Erbfolgekrieg (1688–1697) und im Österreichischen Erbfolgekrieg (1740–1748). 1746 absorbierte er den 1661 in Schottland gegründeten 4th Troop of Horse Guards. Am 8. Juni 1788 absorbierte der Troop auch den 2nd Troop of Horse Grenadier Guards und wurde zusammen mit diesem am 25. Juni 1788 als 2nd Regiment of Life Guards zu einem Regiment umgegliedert.

## Colonels
Colonels des 2nd Troop of Horse Guards waren:
- 1659–1685: Colonel Philip Howard
- 1685–1689: Lieutenant-General George FitzRoy, 1. Duke of Northumberland
- 1689–1712: General James Butler, 2. Duke of Ormonde
- 1712–1715: Lieutenant-General George FitzRoy, 1. Duke of Northumberland (erneut)
- 1715–1740: General Algernon Seymour, 7. Duke of Somerset
- 1740–1742: General Charles Spencer, 3. Duke of Marlborough
- 1742–1776: General Charles Cadogan, 2. Baron Cadogan
- 1776–1782: General Lord Robert Bertie
- 1782–1788: Field Marshal Jeffrey Amherst, 1. Baron Amherst